# Cabrejas del Campo
Cabrejas del Campo es un municipio y localidad española de la provincia de Soria, en la comunidad autónoma de Castilla y León. El término municipal, ubicado en la comarca de Campo de Gómara, tiene una población de 53 habitantes (INE 2024).

## Geografía
Integrado en la comarca de Campo de Gómara y en el partido judicial de Soria, se sitúa a 23 km de Soria. El término municipal está atravesado por la carretera nacional N-234, entre los pK 333 y 334, y por carreteras locales que permiten la comunicación con Aliud, Candilichera y Aldealafuente. 
El relieve del municipio es un altiplano propio del Sistema Ibérico por el que discurren algunos arroyos. La altitud oscila entre los 1130 m al norte y los 980 m al sur. El pueblo se alza a 991 m sobre el nivel del mar. 
| Noroeste: Candilichera  | Norte: Arancón             | Nordeste: Candilichera (exclave) |
| Oeste: Candilichera     |                            | Este: Almenar de Soria           |
| Suroeste: Aldealafuente | Sur: Aldealafuente y Aliud | Sureste: Aliud                   |

## Historia
Lugar que durante la Edad Media perteneció a la Comunidad de Villa y Tierra de Soria formando parte del Sexmo de Lubia.
A la caída del Antiguo Régimen la localidad se constituyó en municipio constitucional en la región de Castilla la Vieja, partido de Soria que en el censo de 1842 contaba con 31 hogares y 120 vecinos.
A mediados del siglo XIX crece el término del municipio porque incorpora a Ojuel.

## Demografía
Cuenta con una población de 53 habitantes (INE 2024).
| Gráfica de evolución demográfica de Cabrejas del Campo entre 1842 y 2021 |
| |
| Población de derecho según los censos de población del INE Población de hecho según los censos de población del INEEntre el censo de 1857 y el anterior, crece el término del municipio porque incorpora a 425075 (Ojuel) |

### Población por núcleos
| Núcleos            | Habitantes (2000) | Habitantes (2010) |
| ------------------ | ----------------- | ----------------- |
| Cabrejas del Campo | 58                | 49                |
| Ojuel              | 29                | 22                |

## Patrimonio
- Iglesia de San Juan Bautista: Es de estilo gótico. Custodia una reliquia de San Máximo. En el interior hay un retablo gótico de piedra policromada, ejemplo casi excepcional en la provincia.
- Ermita de la Virgen de la Amorosa.
- Torreón.
- En su término municipal aparecen restos de cerámica sigilata y común.

## Gastronomía
El guiso típico son los hormigos.